# Caesars Palace
Caesars Palace är ett lyxhotell och kasino i Las Vegas beläget på Las Vegas Strip. Det började byggas 1962 och invigdes 1966 som stadens första nöjesläggning baserat på ett tema.